# Velika jezera
Velika jezera (angleško The Great Lakes) so skupina petih velikih jezer ob meji oz. blizu meje med ZDA in Kanado. Predstavljajo največjo skupino sladkovodnih jezer na Zemlji, z Reko svetega Lovrenca pa tvorijo največji sladkovodni sistem na svetu, zato jih včasih imenujejo tudi kopenska morja.
V smeri toka vode, torej od zahoda proti vzhodu, si jezera sledijo takole:
- Gornje jezero (Lake Superior) – največje in najgloblje, večje od Češke
- Michigansko jezero (Lake Michigan) – drugo največje, edino v celoti na ozemlju ZDA
- Huronsko jezero (Lake Huron) – drugo najmanjše
- Eriejsko jezero (Lake Erie) – najmanjše po prostornini in najplitvejše
- Ontarijsko jezero (Lake Ontario) – najmanjše po površini, precej nižje od ostalih (po nadmorski višini)

Iz zadnjega jezera izteka Reka svetega Lovrenca, ki sistem povezuje z Atlantskim oceanom. Reka, vsa jezera in povezovalne reke med njimi so plovni, kar so dosegli tudi s sistemom zapornic. Plovni poti svetega Lovrenca in Velikih jezer sta gospodarsko zelo pomembni, saj ladjam omogočata dostop globoko v notranjost Severne Amerike. Ob jezerih ležijo številna velika mesta, denimo Chicago (ob Michiganskem), Detroit in Cleveland (ob Eriejskem) ter Toronto (ob Ontarijskem).
V jezerih leži približno 35.000 velikih in manjših otokov. Nekdaj je bilo v njih veliko rib, a se je število močno zmanjšalo na račun pretiranega ribolova. Tudi onesnaževanja zaradi poselitve in prometa je veliko.

### Batimetrija
|                   | Eriejsko jezero                                                       | Huronsko jezero                                                  | Michigansko jezero                                                                                                   | Ontarijsko jezero                                                              | Gornje jezero                                                                                   |
| ----------------- | --------------------------------------------------------------------- | ---------------------------------------------------------------- | --- | ------------------------------------------------------------------------------ | ----------------------------------------------------------------------------------------------- |
| Površina          | 25.700 km2                                                            | 60.000 km2                                                       | 58.000 km2 | 19.000 km2                                                                     | 82.000 km2                                                                                      |
| Količina vode     | 480 km3                                                               | 3.500 km3                                                        | 4.900 km3 | 1.640 km3                                                                      | 12.000 km3                                                                                      |
| Nadmorska višina  | 174 m                                                                 | 176 m                                                            | 176 m | 75 m                                                                           | 180 m                                                                                           |
| Povprečna globina | 19 m                                                                  | 59 m                                                             | 85 m | 86 m                                                                           | 147 m                                                                                           |
| Največja globina  | 64 m                                                                  | 228 m                                                            | 282 m | 245 m                                                                          | 406 m                                                                                           |
| Večja naselja     | Buffalo, NY Erie, PA Cleveland, OH Lorain, OH Toledo, OH Sandusky, OH | Alpena, MI Bay City, MI Owen Sound, ON Port Huron, MI Sarnia, ON | Chicago, IL Gary, IN Green Bay, WI Sheboygan, WI Milwaukee, WI Kenosha, WI Racine, WI Muskegon, MI Traverse City, MI | Hamilton, ON Kingston, ON Mississauga, ON Oshawa, ON Rochester, NY Toronto, ON | Duluth, MN Marquette, MI Sault Ste. Marie, MI Sault Ste. Marie, ON Superior, WI Thunder Bay, ON |

|         |                                                                              |
| Opomba: | Površina vsakega pravokotnika je sorazmerna prostornini vode vsakega jezera. |
| Vir:    | EPA                                                                          |